# سوزان دوغن
سوزان «سو» لوليس دوغن (بالإنجليزية: Suzanne Duigan)‏ (7تموز/ يوليو 1924- 1993) ، هي عالمة حفريات نباتية متخصصة في أحفوريات حبوب اللقاح (علم حفريات حبوب اللقاح). تعاونت بشكل كبيرة مع صديقتها عالمة النبات إزوبيل كوكسن فيما يخص رواسب الفحم الباليوجينية البنية في مدينة فيكتوريا. كانت رائدة في الدراسات المتعلقة بطبقات الفحم الحجري في جنوب شرق أستراليا حيث درست الأحافير الصغيرة والكبيرة في المنطقة من حيث علاقتها بأنواع النباتات الحية والفصائل وعلم البيئة.

## النشأة والتعليم
ولدت دوغن في مدينة كولاك في غرب فيكتوريا، في أستراليا، في 7 تموز/يوليو 1924. كانت الطفل الثالث من ريجنالد تشارلز دوغن (رائد طيار أسترالي) وفيليس ماري دوغن.
تفوق والدها في المساعي الرياضية والأكاديمية حيث فاز بجوائز في كلا المجالين لكنه لم يتابع التعليم التقني الرسمي، على الرغم من كفاءته الميكانيكية القوية وعقله الإبداعي، على عكس شقيقه جون الذي سافر إلى إنجلترا لدراسة الهندسة الكهربائية وميكانيكا المحركات، واختار ريجنالد بدلا من ذلك مساعدة والده في إدارة الممتلكات الرعوية للعائلة.
التحقت دوغن بمدرسة إيليمينت الابتدائية وثانوية كولاك ودير سي إي جي إس، قبل دراستها العلوم في جامعة ميلبورن من عام 1942 حتى عام 1944. حصلت على درجة البكالوريوس في العلوم، ثم حصلت بعدها على درجة الماجستير في علم النبات. ثم تعاونت مع هاري غادوين في جامعة كامبريدج، في مدينة كامبريدج في المملكة المتحدة، من أجل الحصول على درجة الدكتوراه. 

## المهنة
أصبحت دوغن محاضرة في علم النبات في جامعة ميلبورن بعد عودتها، وتخصصت في أحفوريات حبوب اللقاح (علم حفريات حبوب اللقاح). تعاونت مع صديقتها عالمة النبات إزوبيل كوكسن فيما يخص رواسب الفحم الباليوجينية البنية في مدينة فيكتوريا. وصفت العديد من الأصناف مع كوكسن مثل أنواع بروطيات الباليوجين القديمة (بانكسيا فايليم، بانكسيا ايديت)، وكذلك أوركاريا لينياتيتشي من طبقات الفحم الحجري البني في يالورن وأغاتيس باروانينسيس من باكوس مارش. 
اتخذت دوغن نهجا جديدا في دراسة الأحافير الصغيرة والكبيرة في المنطقة من حيث علاقتها بأنواع النباتات الحية والفصائل وعلم البيئة. واستنتجت أن الغطاء النباتي السائد في جنوب شرق أستراليا في العصر الباليوجيني كان نوتوفاغوس وأغاتيس وأنواع من فصلية الغار (الغاريات).

## الحياة اللاحقة
تعلمت الطيران لاحقا في حياتها وحصلت على رخصة الطيران الخاصة بها في 6 تشرين الثاني/نوفمبر في عام 1970، وكانت أول رحلة فردية لها في 14 آذار/مارس في عام 1970. وقادت طائرة سيسنا 150 وطائرة بايبر 140، وامتلكت طائرة بايبر 140 وكانت تزور شقيقها في جزيرة فلندرز التي تقع في مضيق باس.

## الوفاة والإرث
توفيت دوغان في عام 1993 في شرق ميلبورن، في أستراليا بعد أن قضت حياة مهنية ناجحة وحياة شخصية سعيدة تضمنت اهتماما بسباق الخيل والاهتمام الشديد بالفنون المسرحية. صدر لها عدد من المجلة الأسترالية لعلم النبات في عام 1997.